# Municipio de Harrison (condado de Vinton)
El municipio de Harrison (en inglés: Harrison Township) es un municipio ubicado en el condado de Vinton en el estado estadounidense de Ohio. En el año 2010 tenía una población de 1068 habitantes y una densidad poblacional de 12,1 personas por km².

## Geografía
El municipio de Harrison se encuentra ubicado en las coordenadas 39°14′10″N 82°42′2″O / 39.23611, -82.70056. Según la Oficina del Censo de los Estados Unidos, el municipio tiene una superficie total de 88.25 km², de la cual 87,83 km² corresponden a tierra firme y (0,47 %) 0,41 km² es agua.

## Demografía
Según el censo de 2010, había 1068 personas residiendo en el municipio de Harrison. La densidad de población era de 12,1 hab./km². De los 1068 habitantes, el municipio de Harrison estaba compuesto por el 98,13 % blancos, el 0,75 % eran afroamericanos, el 0,19 % eran amerindios, el 0,09 % eran asiáticos, el 0,09 % eran de otras razas y el 0,75 % eran de una mezcla de razas. Del total de la población el 0,37 % eran hispanos o latinos de cualquier raza.